# Chypre aux Jeux olympiques d'hiver de 2018
La participation de Chypre est attendue aux Jeux olympiques d'hiver de 2018 à Pyeongchang en Corée du Sud. Le pays a pris part à toutes les éditions des Jeux d'hiver depuis sa première participation en 1980 à Lake Placid. Toujours représentée par de très petites délégations (entre un et cinq athlètes), Chypre n'y a encore jamais remporté de médaille.

## Athlètes et résultats

### Ski alpin
Le pays a qualifié un athlète de sexe masculin dans cette discipline.